# Johann Mederitsch
Johann Georg Anton Mederitsch, detto Gallus Mederitsch (Vienna, 27 dicembre 1752 – Leopoli, 18 dicembre 1835), è stato un compositore austriaco, maestro di cappella e insegnante.
Figlio del contrabbassista Gallus Anton Mederitsch (1710–1775), fu allievo di Wagenseil. Dal 1781 fu Theaterkappellmeister a Olomouc, Vienna e Buda. Intorno al 1800 impartì lezioni di pianoforte al giovane Grillparzer. Nel 1811 si trasferì a Leopoli. Entrò in amicizia con Franz Mozart (1825), al quale impartì lezioni di contrappunto e lasciò in eredità una preziosa collezione musicale (oggi conservata nel Mozarteum).
Compose il primo atto dell'opera Le piramidi di Babilonia (il secondo è di Peter Winter) su libretto di Schikaneder, rappresentata al Freihaustheater il 25 ottobre 1797, e altri sette Singspiel. Inoltre realizzò musiche di scena per drammi shakespearani (Macbeth, Amleto e La tempesta), sonate, pezzi per pianoforte, quattro messe, quartetti per archi, sinfonie e concerti.